# Nemo (пісня)
Nemo (лат. Ніхто) — десятий сингл фінської симфо-павер-метал групи Nightwish, перший сингл з п'ятого студійного альбому Once. В записі синглу брав учать Лондонський філармонічний оркестр.
Nemo з латини означає «ніхто». Також це ім'я таємничого капітана з роману Жуля Верна — Двадцять тисяч льє під водою. Nemo також є відомою відповіддю, яку дав грецький герой Одіссей циклопу Поліфему. В Одіссеї, коли Поліфем запитує його ім'я, Одіссей говорить йому «Ουτις», і'мя ж перекладається як «нічийний» або «ніхто». Також це було використано пізнішими авторами, таким як, наприклад, Жуль Верн. Інші тематичні елементи з «Одіссеї» з'являються і в інших піснях Nightwish, наприклад, The Siren.
Відеокліп на цю пісню було створено відомим режисером Антті Йокіненом.

## Список композицій

### Nemo (Version 1)
1. «Nemo»
2. «Planet Hell»
3. «White Night Fantasy»
4. «Nemo» (Orchestral Version)

### Nemo (Version 2)
1. «Nemo»
2. «Live to Tell The Tale»
3. «Nemo» (orchestral version)
4. «Nemo promotional video»

## Учасники
- Туомас Холопайнен — композитор, клавишні, вокал
- Емппу Вуорінен — гітара
- Юкка Невалайнен — ударні
- Тар'я Турунен — вокал
- Марко Хієтала — бас-гітара
- Лондонський філармонічний оркестр — оркестр та хор

## Позиції в чартах та нагороди
Nemo був сертифікований золотим диском у Фінляндії через тиждень після релізу, за більш ніж 5000 проданих примірників, і отримав платиновий диск після двох тижнів, за більш ніж 10.000 проданих копій.

### Позиції в чартах
| Чарт              | Пікова позиція |
| ----------------- | -------------- |
| Фінляндія         | 1              |
| Угорщина          | 1              |
| Греція            | 2              |
| Португалія        | 4              |
| Норвегія          | 4              |
| Німеччина         | 6              |
| Словенія          | 8              |
| Європейський Союз | 11             |
| Австрія           | 12             |
| Швеція            | 12             |
| Швейцарія         | 14             |
| Нідерланди        | 64             |
| Велика Британія   | 87             |